# Idiophyes novabritanniae
Idiophyes novabritanniae is een keversoort uit de familie zwamkevers (Endomychidae). De wetenschappelijke naam van de soort werd in 1981 gepubliceerd door Strohecker.